# Friedhelm Hans Hartmann
Friedhelm Hans Hartmann (* 24. April 1963 in Reichenbach/O.L.; † 1. Februar 2023 in Israel), auch unter dem Pseudonym Freed (Aussprache [fʁiːt]) bekannt, war ein deutscher Komponist.

## Leben und Werk
Von 1979 bis 1986 studierte Hartmann zeitgenössische Komposition bei Manfred Weiss und Udo Zimmermann an der Hochschule für Musik Carl Maria von Weber in Dresden, von 1986 bis 1988 als Meisterschüler bei Georg Katzer an der Akademie der Künste Berlin und von 1989 bis 1993 algorithmische Komposition bei Dirk Reith am Institut für Computermusik und Elektronische Medien an der Folkwang Universität der Künste in Essen. In dieser Zeit trat Freed auch als aktives Mitglied der Deutschen Gesellschaft für Elektroakustische Musik bei. Von 1993 bis 1995 erweiterte Freed seine Studien bei Itzhak Sadai an der Buchmann-Mehta-Musikhochschule der Universität Tel Aviv im Bereich der Musiksemiologie als Stipendiat des Deutschen Akademischen Austauschdienstes.
Neben weltweiten Aufführungen von Freeds Kompositionen, die von Musikgesellschaften wie der IGNM oder ICMA in verschiedenen europäischen und außereuropäischen Ländern veranstaltet wurden, führten Freeds Bestrebungen, neue musikalische Auffassungen in Hörerkreisen bekannt zu machen, die mit avantgardistischer oder experimenteller Musik eher weniger Erfahrung haben, zu verschiedenen internationalen Projekten. Dazu zählten beispielsweise die Beisteuerung eines großen Fundus an experimentellen Klangtexturen zur Freesound-Community, die bis heute von mehreren tausend Mitgliedern verwendet werden und die gemeinschaftliche Erstellung von Musikstücken aus Klängen und Klangstrukturen vieler Freesound-Mitglieder unterschiedlichster musikalischer Herkunft. Er nahm teil an musikalischen Bildungsprojekten und hielt Vorträge für Grundschulklassen, multidisziplinäre Studentengruppen an deutschen, spanischen und israelischen Universitäten und private Kunstkreise, die von temporären Social-Media-Kollaborationsgruppen unterstützt wurden. Weitere Formen waren interaktive Straßenkonzerte sowie verschiedene Fern-Aufführungen über das Internet mit zum Teil mehreren gleichzeitigen Spielern.

## Ausgewählte Kompositionen

### Elektroakustisch
- Take Five Takes (1990)
- Klavierspiele (1991)
- ExSamples Mechanique (1991)
- The Bell Drama (1993)
- Portraits of a Woman (1994)
- Black Bird's Garden (1996)
- Electric Symphony (2000)
- Noise Symphony (2001)
- Pitch Symphony (2002)
- Clung Symphony (2003)
- Letters (2004)
- Album for the Youth (2019)

### Live-Elektronik
- Play Fair and Light für Fairlight CMI System (1988)
- Changes of Music für online Shockwave-Mediaplayer-Umgebung (2009, Freesound credits apply)
- Breakin' Bars für Shockwave-Mediaplayer-Umgebung (2009, Freesound credits apply)
- Pathways für Shockwave-Mediaplayer-Umgebung (2011, Freesound credits apply)
- Recital für Shockwave-Mediaplayer-Umgebung (2011, Freesound credits apply)
- Hypersound Tours für Shockwave-Mediaplayer-Umgebung (2011, mit Beiträgen von Dirk Reith, Ralf Ollertz, Achim Bornhöft, Heinz-Josef Florian)
- RedPoint Sound Tours für Shockwave-Mediaplayer-Umgebung (2011, mit Beiträgen von Igal Myrtenbaum)
- Freesound Stories für Shockwave-Mediaplayer-Umgebung (2013, Freesound credits apply)

### Instrumental
- Music Minus One für Bassklarinette und Tonband (1993)
- Schwarze Sonate für zwei Klaviere (2015)
- Weisse Sonate für Klavier (2017)
- Claveland für Claves solo (2018)
- Fliegende Teppiche für Ensembles (2018)
- Oireca! Sinfonie für Orchester (2020)
- Klavierkonzert Die Krönung des Morpheus (2021)

### Bühnenwerke
- Passage für pantomimische Schattenprojektionen und Elektronik (1992)